# William Amorim
William Douglas de Amorim (* 15. Dezember 1991 in Votorantim) ist ein brasilianischer Fußballspieler.

## Karriere
William Amorim kam im Sommer 2010 im Alter von 18 Jahren nach Rumänien zu Astra Giurgiu. Dort wurde er zunächst im Reserveteam in der Liga II eingesetzt. Am 13. Mai 2011 kam er zu seinem ersten Einsatz in der ersten Mannschaft in der Liga 1. Seit der Rückrunde 2011/12 entwickelte er sich zur Stammkraft, erzielt aber – obwohl Stürmer – nur wenige Tore. Die Saison 2013/14 konnte er mit seinem Team als Vizemeister hinter Steaua Bukarest abschließen und gewann anschließend den rumänischen Pokal. Im Jahr 2016 konnte er mit Astra erstmals die rumänische Meisterschaft erringen. Im August 2016 verließ er den Klub und schloss sich Steaua Bukarest (ab April 2017 FCSB Bukarest) an. Während seiner vier Jahre beim Verein wurde er zweimal verliehen und hatte 2020 und 2021 kurze Stationen bei Altay İzmir und CE Bento Gonçalves. Seit 2021 spielt er in der zweiten rumänischen Liga.

## Erfolge
Astra Giurgiu
- Rumänischer Meister: 2016
- Rumänischer Pokalsieger: 2014
- Rumänischer Superpokalsieger: 2015, 2017